# Genghis Khan (película de 1965)
Genghis Khan es una película británico-estadounidense de 1965 sobre la vida del conquistador mongol Genghis Khan, dirigida por Henry Levin y protagonizada por Omar Sharif, que ese mismo año protagonizó otra película épica como Doctor Zhivago.

## Reparto
- Omar Sharif (Temujin, después Genghis Khan)
- Stephen Boyd (Jamukha)
- James Mason (Kam Ling)
- Eli Wallach (Sha de Khwarezm)
- Françoise Dorléac (Borte)
- Telly Savalas (Shan)
- Robert Morley (Emperador de China)
- Michael Hordern (Geen)
- Yvonne Mitchell (Katke)
- Woody Strode (Sengal)
- Kenneth Cope (Subotai)
- Roger Croucher (Massar)
- Don Borisenko (Jebai)
- Patrick Holt (Kuchiuk)
- Susanne Hsiao (Chin Yu)